# Miguel Marriaga
Miguel Ángel Marriaga Herrera (nacido el 6 de junio de 1984) es un baloncestista profesional venezolano.

## Carrera profesional
En su carrera profesional, Marriaga ha jugado en la Liga Sudamericana de segundo nivel.
En 2005 ganó el premio al Novato del Año de la LPB con Gaiteros del Zulia.

## Selección nacional
Marriaga ha representado a la selección absoluta masculina de Venezuela en varios torneos. Ganó una medalla de oro en el Campeonato Sudamericano de 2014 y una medalla de oro en el Campeonato FIBA Américas de 2015. También jugó en la competencia de baloncesto masculino en los Juegos Olímpicos de Verano de 2016.